# Pinogana (huyện)
Huyện Pinogana là một huyện (distrito) thuộc tỉnh Darién ở Panama. Theo điều tra dân số năm 2000, huyện này có dân số 12823 người. Huyện Pinogana có diện tích 4557 km². Huyện lỵ đóng tại El Real de Santa María.